# شهرداری سبزوار
شهرداری سبزوار سازمانی عمومی غیردولتی است که مسئولیت اجرایی مدیریت شهری در سبزوار را بر عهده دارد. شهرداری سبزوار در سال ۱۳۱۵ تأسیس شد.

## بودجه
شهرداری‌ها در ایران توسط سازمان شهرداری‌ها و دهیاری‌های کشور از ۱ تا ۱۲ درجه‌بندی می‌شوند که ۱ ابتدایی‌ترین است و ۱۲ بالاترین درجه. مبنای درجه‌بندی میزان درآمد شهرداری، جمعیت شهر، و وضعیت شهر از لحاظ تقسیمات کشوری است. در حال حاضر (سال ۱۴۰۰)، درجهٔ شهرداری سبزوار ۱۰ است. شورای اسلامی شهر سبزوار بودجهٔ شهرداری سبزوار را برای امسال ۹۶۰ میلیارد تومان پیش بینی کرد که ،این شهرداری های از شهرداری های استان خراسان رضوی می باشد.
| سال  | بودجه (میلیارد تومان) | منبع         |
| ---- | --------------------- | ------------ |
| ۱۴۰۲ | ۹۶۰                   |              |
| ۱۴۰۰ | ۴۸۰                   | [ ۵ ]        |
| ۱۳۹۹ | ۳۸۳                   | [ ۶ ]        |
| ۱۳۹۸ | ۲۹۷                   | [ ۷ ]        |
| ۱۳۹۷ | ۲۱۶                   | [ ۸ ]        |
| ۱۳۹۶ | ۲۲۸                   | [ ۸ ]        |
| ۱۳۹۵ | ۲۴۷                   | [ ۸ ]        |
| ۱۳۹۴ | ۳۵۴                   | [ ۹ ] [ ۱۰ ] |
| ۱۳۹۳ | ۲۸۹                   | [ ۱۱ ]       |
| ۱۳۹۲ | ۱۰۲                   | [ ۱۲ ]       |
| ۱۳۹۱ | ۶۰                    | [ ۱۳ ]       |
| ۱۳۹۰ | ۳۰                    | [ ۱۴ ]       |
| ۱۳۸۵ | ۸                     | [ ۱۵ ]       |

## مناطق

مناطق شهرداری سبزوار

از فرودین ۱۳۸۵، شهرداری سبزوار به دو منطقهٔ یک (شرق) و دو (غرب) منطقه‌بندی شد. از سال ۱۳۹۷ توحیدشهر به یک ناحیهٔ ویژهٔ شهری ارتقا یافت که در عمل همانند یک منطقهٔ مستقل شهرداری است. در سرشماری ۱۳۹۵ جمعیت منطقهٔ دو شهرداری سبزوار ۱۲۶٬۸۲۷ نفر بود و جمعیت منطقهٔ یک آن ۱۱۶٬۸۷۳ نفر.
به گفتهٔ یکی از مدیران شهرداری سبزوار به قدس آنلاین در سال ۱۳۹۴، این شهرداری طبق استاندارد وزارت کشور باید تقریباً ۲۷۰ پُست سازمانی داشته باشد ولی ۵۰۰ پُست سازمانی اضافه دارد. در حال حاضر (سال ۱۴۰۰)، نیروی انسانی شهرداری سبزوار شامل ۱۴۵ کارمند، ۴۷۳ کارگر، و ۷۲۶ نیروی شرکتی است که در مجموع ۱۳۴۴ نفر می‌شود.
در سال ۱۳۹۹، پرداخت حقوق‌های «نجومی» در شهرداری سبزوار جنجال خبری ایجاد کرد. سید علی کوشکی، شهردار وقت سبزوار، اذعان کرد که حقوق دریافتی‌اش در فروردین ۱۳۹۹ برابر ۱۷ میلیون تومان بوده که از مرداد همان سال ۶۵ درصد افزایش یافته و طبق محاسبهٔ خبرگزاری مهر به ۲۶ میلیون تومان رسیده است. به گفتهٔ شهردار، بسیاری از کارکنان شهرداری سبزوار حقوق ماهانهٔ ۱۰ تا ۲۰ میلیون تومانی دریافت می‌کنند. بهمن ۱۴۰۰، اندکی پس از معرفی شهردار جدید، موسی رجب‌زاده، شهرداری سبزوار سامانهٔ جامع شفافیت را راه انداخت که «مشخصات املاک و مستغلات، مشخصات منابع انسانی شهرداری، مشخصات قراردادها، پیمانکاران، مبالغ پرداختی» در آن دسترس همگان قرار گرفت و قرار شد فیش‌های حقوقی پرسنل شهرداری و اعضای شورا از ابتدای سال ۱۴۰۱ در سایت قرار گیرد.
در یکی از آمارهای ارائه‌شده توسط سازمان شهرداری‌ها و دهیاری‌های کشور که تاریخ انتشار آن بعد از سال ۱۳۹۵ است، ناوگان حمل و نقل عمومی سبزوار شامل ۶۷ اتوبوس، ۱۰۷۰ تاکسی، و ۳ ون بوده‌است.
شهرداری سبزوار در سال‌های ۱۳۸۸ و ۱۳۸۹ در ورزش هندبال در سطح لیگ برتر تیمداری کرده‌است.

## ساختار سازمانی
- سازمان ها

سازمان آتش نشانی و خدمات ایمنی
سازمان سیما، منظر و فضای سبز شهری
سازمان عمران و بازآفرینی فضاهای شهری
سازمان مدیریت آرامستان ها
سازمان مدیریت پسماند
سازمان مدیریت حمل و نقل بار مسافر
سازمان ساماندهی مشاغل شهری و فرآورده های کشاورزی
سازمان مدیریت و مهندسی شبکه حمل و نقل
سازمان فرهنگی، اجتماعی و ورزشی
- معاونت ها

معاونت توسعه مدیریت و منابع
معاونت فنی و عمرانی
معاونت خدمات شهری
معاونت شهرسازی و معماری
- ادارات

اداره درآمد
اداره املاک
اداره حقوقی
اداره ارتباطات
اداره فناوری اطلاعات

## فهرست شهرداران

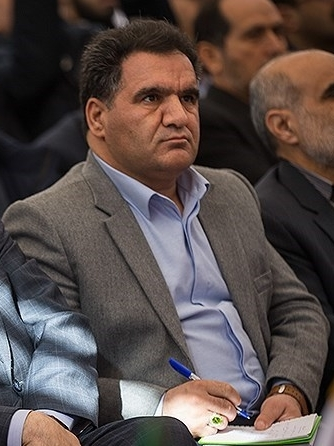
مقصودی، ۳۸مین شهردار سبزوار که بعداً نمایندهٔ مجلس از حوزهٔ انتخابیهٔ سبزوار شد.

فهرست شهرداران سبزوار از سال ۱۳۱۷ تا کنون به شرح زیر است:
| ردیف | نام                      | مدرک تحصیلی       | شروع         | پایان      |
| ---- | ------------------------ | ----------------- | ------------ | ---------- |
| ۱    | داناپور                  | –                 | ۱۳۱۷         | –          |
| ۲    | مؤدبی                    | –                 | ۱۳۱۸         | –          |
| ۳    | جوازی                    | –                 | ۱۳۱۹         | –          |
| ۴    | هدایت‌الله مصباح خاوری    | –                 | ۱۳۲۰/۰۳/۱۹   | ۱۳۲۲/۰۲/۲۰ |
| ۵    | فضل‌الله توکلی            | –                 | ۱۳۲۲/۰۲/۲۵   | ۱۳۲۲/۱۱/۱۹ |
| ۶    | حسن پرهیزگار             | –                 | ۱۳۲۲/۱۱/۲۲   | ۱۳۲۴/۰۶/۲۵ |
| ۷    | رحمت‌الله مصحفی           | –                 | ۱۳۲۵/۰۶/۲۷   | ۱۳۲۵۰/۴/۱۸ |
| ۸    | محمدباقر بنی‌اقبال        | –                 | ۱۳۲۵/۰۵/۲۷   | ۱۳۲۶/۰۶/۳۰ |
| ۹    | شکرالله منوچهری          | –                 | ۱۳۲۶/۰۷/۰۱   | ۱۳۲۷/۰۵/۲۹ |
| ۱۰   | محمد موسوی سعیدی         | –                 | ۱۳۲۷/۰۶/۰۱   | ۱۳۲۷/۰۷/۱۳ |
| ۱۱   | پرویز امین کاسبین        | –                 | ۱۳۲۷/۰۷/۰۱   | ۱۳۲۷/۱۲/۱۴ |
| ۱۲   | کاظم ضیائی               | –                 | ۱۳۲۷/۱۲/۱۵   | ۱۳۲۸/۰۵/۰۳ |
| ۱۳   | ابوالفضل نبوی            | –                 | ۱۳۲۸/۰۵/۰۴   | ۱۳۲۹/۰۶/۰۸ |
| ۱۴   | هدایت‌الله زندشاهی        | –                 | ۱۳۲۹/۰۶/۰۹   | ۱۳۳۱/۰۱/۱۹ |
| ۱۵   | محمود شرافتیان           | –                 | ۱۳۳۱/۰۱/۲۰   | ۱۳۳۱/۰۷/۱۹ |
| ۱۶   | محمدباقر پیروز           | –                 | ۱۳۳۱/۰۷/۲۰   | ۱۳۳۴/۱۰/۲۵ |
| ۱۷   | سرهنگ طهماسبی            | –                 | ۱۳۳۴/۱۰/۲۷   | ۱۳۳۸/۰۴/۰۸ |
| ۱۸   | علی قاسمی                | دکترا             | ۱۳۳۸/۰۴/۱۰   | ۱۳۴۱/۱۰/۱۹ |
| ۱۹   | عباس صدیقی               | –                 | ۱۳۴۱/۱۰/۲۰   | ۱۳۴۱/۱۲/۲۱ |
| ۲۰   | عبدالحسین آقازادهٔ علوی   | –                 | ۱۳۴۱/۱۲/۲۲   | ۱۳۴۶/۰۳/۱۰ |
| ۲۱   | جلیل غفاری               | –                 | ۱۳۴۶/۰۳/۱۶   | ۱۳۴۷/۰۹/۱۲ |
| ۲۲   | داود هرندی               | –                 | ۱۳۴۷/۰۹/۱۳   | ۱۳۴۹/۰۷/۲۹ |
| ۲۳   | محمد عظیمیان             | –                 | ۱۳۴۹/۰۸/۰۱   | ۱۳۵۱/۰۴/۰۶ |
| ۲۴   | روح‌الامین امینی          | لیسانس حقوق قضایی | ۱۳۵۱/۰۴/۱۱   | ۱۳۵۱/۰۸/۲۰ |
| ۲۵   | حسین دلیلی               | لیسانس            | ۱۳۵۱/۰۸/۲۴   | ۱۳۵۴/۰۱/۱۲ |
| ۲۶   | علی‌اکبر احمدی            | لیسانس            | ۱۳۵۴         | ۱۳۵۶       |
| ۲۷   | محمدرضا اخوان            | دیپلم             | ۱۳۵۸/۱۰/۱۰   | ۱۳۶۰/۰۷/۲۵ |
| ۲۸   | محمد بهرامی خراسانی      | دیپلم             | ۱۳۶۰/۰۷/۲۷   | ۱۳۶۰/۱۱/۱۰ |
| ۲۹   | احمد ماستیانی            | فوق لیسانس        | ۱۳۶۰/۱۱/۱۱   | ۱۳۶۴/۰۹/۰۵ |
| ۳۰   | محمدعلی طالبی (دورهٔ اول) | لیسانس            | ۱۳۶۴/۰۹/۰۶   | ۱۳۶۶/۱۲/۲۵ |
| ۳۱   | محمدرضا خیرآبادی         | لیسانس            | ۱۳۶۸/۰۸/۱۹   | ۱۳۷۳/۰۳/۱۹ |
| ۳۲   | سید عباس حسینی           | دیپلم             | ۱۳۷۴/۰۵/۲۱   | ۱۳۷۶/۱۰/۲۵ |
| ۳۳   | سید محمد افتخار          | لیسانس            | ۱۳۷۷/۰۷/۲۰   | ۱۳۷۸/۰۶/۱۰ |
| ۳۴   | بهرام سیاوش‌پور           | فوق لیسانس        | ۱۳۷۸/۰۹/۱۵   | ۱۳۸۲/۰۱/۱۰ |
| ۳۵   | محمدرضا آغشته            | فوق لیسانس        | ۱۳۸۲/۰۳/۱۹   | ۱۳۸۶/۰۳/۰۶ |
| ۳۶   | محمد تولیت               | فوق لیسانس        | ۱۳۸۶/۰۳/۰۷   | ۱۳۸۶/۰۵/۱۵ |
| ۳۷   | محمود عیدی               | لیسانس            | ۱۳۸۶/۰۷/۲۵   | ۱۳۸۹/۱۱/۱۱ |
| ۳۸   | حسین مقصودی              | فوق لیسانس        | ۱۳۹۰/۰۶/۱۴   | ۱۳۹۲/۰۶/۱۳ |
| ۳۹   | محمدعلی طالبی (دورهٔ دوم) | دکترا             | ۱۳۹۲/۱۲/۲۸   | ۱۳۹۵/۰۶/۰۱ |
| ۴۰   | سید علی کوشکی            | فوق لیسانس        | ۱۳۹۵/۰۶/۰۱   | ۱۴۰۰/۰۵/۱۴ |
| ۴۱   | موسی رجب‌زاده             |                   | ۱۴۰۰/۱۰/۲۹   | ۱۴۰۲/۰۲/۰۵ |
| ۴۲   | میثم حسین‌آبادی           |                   | ۴ مرداد ۱۴۰۲ | اکنون      |

## برای مطالعهٔ بیشتر
- ارزیابی و اولویت‌بندی عوامل مؤثر در به‌کارگیری مدیریت دانش‌محور در شهرداری سبزوار
- ارزیابی رضایت شهروندان از عملکرد شهرداری و نقش آن در تأمین منابع مالی مدیریت شهری : نمونه موردی شهر سبزوار